# (26855) 1992 WN1
1992 دابليو أن 1 (ويعرف أيضًا باسم (26855) 1992 دابليو أن 1 وفق تسمية الكوكب الصغير) (بالإنجليزية: 1992 WN1)‏ هو كويكب ضمن حزام الكويكبات؛ وترتيبه 26855 من حيث الاكتشاف.
اكتُشف هذا الجُرم الفلكي بواسطة Kin Endate ‏ في 17 نوفمبر 1992.

## وصلات خارجية
- (26855) 1992 WN1 في قاعدة بيانات مختبر الدفع النفاث لأجرام النظام الشمسي الصغيرة

- الاكتشاف · مخطط المدار ·  العناصر المدارية · المعلمات المادية

- (26855) 1992 WN1 على موقع ويكي سكاي: DSS2, SDSS, GALEX, IRAS, Hydrogen α, X-Ray, Astrophoto, Sky Map, Articles and images